# Йоханес Агрикола
Йоханес Агрикола (на немски: Johannes Agricola) е германски богослов.
Роден е на 20 април 1494 година в Айзлебен. Учи във Витенбергския университет, където се сближава със своя съгражданин Мартин Лутер и през следващите години е сред най-близките му сподвижници в първите години на Реформацията. Към 1540 година двамата влизат в остър конфликт заради антиномистките позиции на Агрикола, след което той се установява в Берлин в двора на курфюрста Йоахим II. През 1548 година изготвя Аугсбурсгския интерим, компромисно споразумение, което му навлича критиките на много протестанти.
Йоханес Агрикола умира на 22 септември 1566 година в Берлин.